# Кушинг, Ото
Ото Уильямс Макди Кушинг (англ. Otho Williams McD. Cushing, 22 октября 1870 — 13 октября 1942) — американский художник, известный, прежде всего, как иллюстратор, карикатурист и плакатист начала 20 века. Его порой гомоэротический стиль, часто с классическими персонажами, сложился под влиянием Фредерика Лейтона, Дж. К. Лейендекера и Обри Бердслея.

## Ранний период жизни
Ото Кушинг родился 22 октября 1870 года в Форт-Мак-Генри, Балтимор, штат Мэриленд. Он был сыном офицера армии США Гарри Кука Кушинга (1841—1902) и Марты Уэзерилл (урождённая Бадд) Кушинг (1846—1931). Среди его братьев и сестёр были Николас Кук Кушинг и Гарри Кук Кушинг-младший. Его дед по материнской линии был профессором Принстонского университета Сэмюэлем Баддом и потомком Николаса Кука, колониального губернатора Род-Айленда.
Ото Кушинг провёл юность в разных городах, где жил его отец; в 1880 году семья жила в Провиденсе, Род-Айленд . В 1887 году Ото получил среднее образование в школе Балкли в Нью-Лондоне, штат Коннектикут. Он изучал искусство в школе Тафтса при Музее изящных искусств в Бостоне, а в 1891 году в Академии Жюлиана в Париже, где его учителями были Жан-Жозеф Бенджамин-Констан и Жан-Поль Лоран.

## Карьера
Ото Кушинг вернулся в Бостон в сентябре 1893 года и стал преподавателем рисования в Массачусетском технологическом институте . Публиковал рисунки в журнале Life. Около 1900 года вернулся в Париж, где стал арт-директором европейского издания New York Herald. Во время плавания на RMS Oceanic в 1901 году Кушинг проводил время с попутчицей первого класса Мэри Лоуренс, которая оставила о нём запись в своем дневнике: «Он абсолютно так же совершенен, как один из его собственных греческих богов и богинь. С ног до головы он — абсолютная благодать».
Когда Кушинг вернулся в Соединенные Штаты, он присоединился к художественному коллективу Life и жил в Нью-Йорке. Его рисунки были «очень стилизованы и поначалу изображали красивых юношей и девушек в греческих или современных костюмах». В 1907 году Life опубликовал серию его карикатур на президента Теодора Рузвельта под названием «Теддиссей» (пародия на «Одиссею»).
В 1917 году Кушинг покинул Life и поступил на службу в военно-воздушную службу в чине капитана, отвечающего за «наблюдение за маскировкой американских аэродромов на Западном фронте» Некоторые из его плакатов и рисунков посвящены участию Америки в Первой мировой войне. После войны он уехал в Нью-Рошель, где сделал карьеру акварелиста.

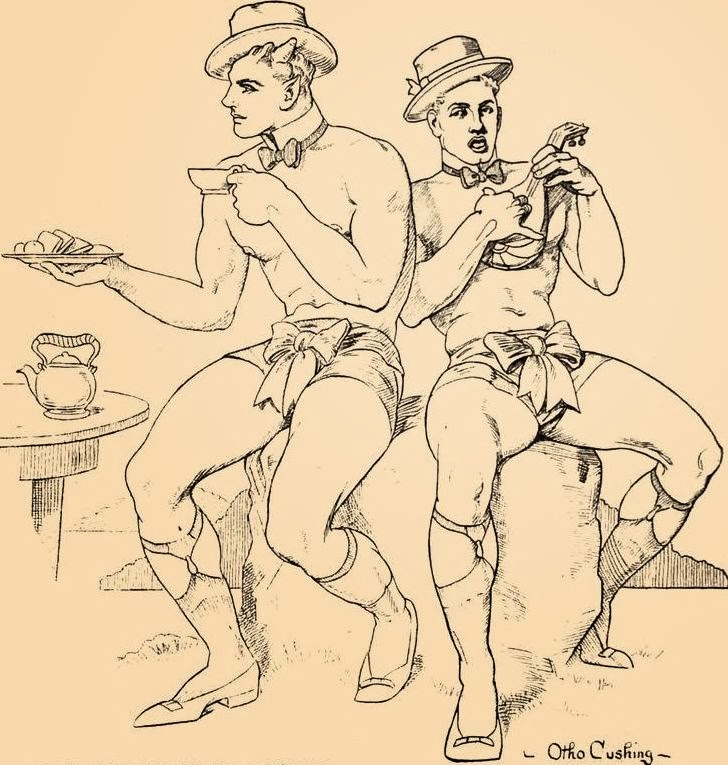
L'Après-midi des faunes
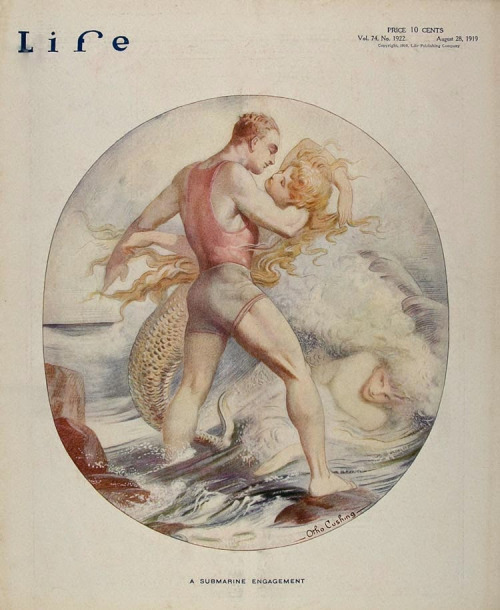
Обложка журнала Life, 1919 год.
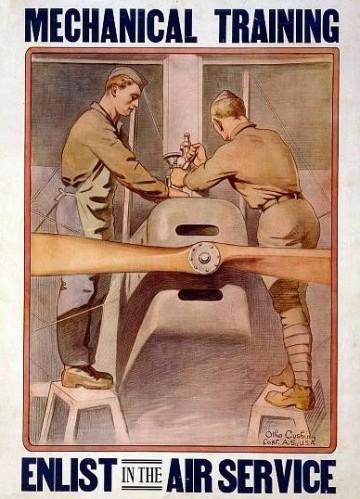
Запишитесь в воздушную службу
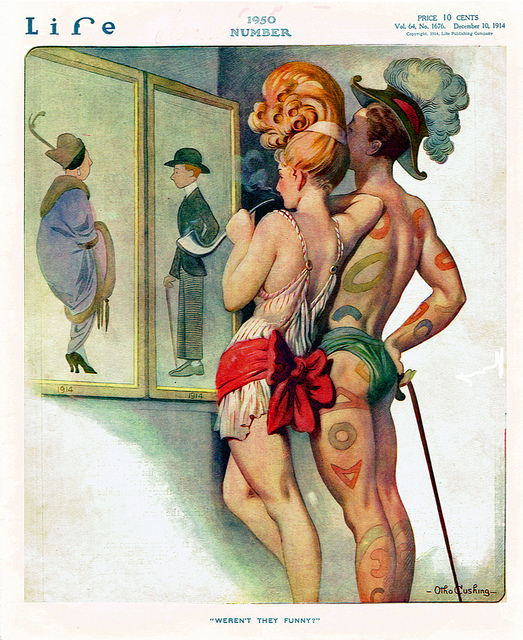
«Были ли они забавными?», Обложка журнала Life, 10 декабря 1914 г.

## Личная жизнь
В 1897 году 27-летний Кушинг посетил маскарадный бал Брэдли-Мартин, устроенный Корнелией Шерман Мартин в отеле Waldorf в Нью-Йорке. Сообщается, что Кушинг «на самом деле зашёл слишком далеко в своём изображении итальянского сокольничника пятнадцатого века. Его костюм состоял из сплошного трико и короткой куртки с маленькой шапочкой и длинными прядями, а на левом запястье было закреплено большое чучело сокола. Костюм мало что оставлял воображению в том, что касается фигуры, и, хотя был исторически точен во всех деталях, был настолько ярко выразителен, что вызывал сенсацию везде, где бы он ни появлялся».
Кушинг, который в своей жизни ни разу не женился, был членом клуба художников, известного как Le Cercle d’Amis, и дружил с Чарльзом Алланом Гилбертом. В 1908 году Кушинг и Гилберт устроили костюмированную вечеринку для Le Cercle d’Amis в студии Гилберта, 17 West 35th Street. Он также дружил с доктором Альфредом Стиллманом II, который давал обед в клубе National Golf Links of America в Саутгемптоне, штат Нью-Йорк, в 1937 году.
После войны Ото Кушинг жил со своим младшим братом, архитектором Николасом Куком Кушингом, по адресу 4 Harbour Lane в Нью-Рошель. Ото Кушинг умер в больнице Нью-Рошель 13 октября 1942 года, после месяца болезни.

## Музеи
- Музей Метрополитен[19]
- Музей Орсе[20]